# Ramechhap (huyện)
Ramechhap (tiếng Nepal:रामेछाप) là một huyện thuộc khu Janakpur, vùng Trung Nepal, Nepal. Huyện này có diện tích 1546 km², dân số thời điểm năm 2011 là 202646 người.

## Dân số
Biến động dân số giai đoạn 1952-2011:
| Năm    | 1952   | 1961   | 1971   | 1981   | 1991   | 2001   | 2011   |
| ------ | ------ | ------ | ------ | ------ | ------ | ------ | ------ |
| Dân số | 116577 | 123357 | 157349 | 161445 | 188064 | 212408 | 202646 |